# 譜久村聖
譜久村聖（日语：／ Fukumura Mizuki，1996年10月30日—），東京都出身，隸屬於演藝經紀公司UP-FRONT AGENCY旗下，原Hello! Project Egg第四期，2011年1月2日以第九期成員身分加入早安少女組。，曾是團裡的主唱之一，後於2023年11月29日畢業。
身高162cm，血型O型，暱稱是「フクちゃん」(fuku-chan)、「みーちゃん」(mi-chan)和「みず☆ポン」(mizu-pon)，個人代表色為熱粉紅。
2013年5月21日與第十期成員飯窪春菜一同接任副隊長(第七任)，2014年11月27日就任隊長(第九任)，2023年11月29日自早安少女組。畢業時也卸下隊長一職。
2017年1月2日接任早安家族副總隊長，2019年6月19日就任總隊長，2023年11月29日自早安少女組。畢業時也卸任總隊長一職。

## 個人簡歷
2008年
- 6月22日，在赤坂BLITZ舉行的『2008 ハロー!プロジェクト新人公演 6月 ～赤坂HOP～』，與竹内朱莉、金子りえ一起被發表成為Hello! Project Egg第四期的成員。

2009年
- 8月26日，在「なかよし」雜誌上被發表為新「しゅごキャラ!」的成員Amulet Heart。

2010年
- 8月8日，發表六期成員龜井繪里、八期成員純純、琳林於秋季演唱會最終日上畢業，同時亦宣布舉行早安少女組。第九期甄選[1]。
- 參加早安少女組。第九期成員選拔，但於第三階段審查中落選。

2011年
- 1月2日，在早安家族演唱會中，發表九期合格者為生田衣梨奈、鞘师里保、铃木香音，製作人淳君隨後宣布其與三位合格者一起成為早安少女组。的第九期成员[2]。
- 1月7日，發表由ハロプロエッグ（Hello! pro EGG）中畢業[3]。
- 4月6日，早安少女組。第45張單曲，也是九期成員出道曲『まじですかスカ！』發行。（原定3月23日發行，因3月11日的日本大地震而延期[4]。）

2012年
- 1月3日，與Hello! Project合作參演「数学♥女子学园」。
- 9月10日，モーニング娘。9期部落格「Qブログ」開設[5]。
- 10月15日，第八代隊長道重沙由美、田中麗奈、譜久村聖、飯窪春菜、石田亞佑美舉辦「早安少女組。世界握手會～帶著滿心的感謝～」。第一站為台灣，之後則到曼谷、韓國、巴黎舉行[6]。

2013年
- 3月19日，ハロ！ステ的固定節目上，初次演唱Solo曲「歩いてる」。
- 5月15日，發行第一本個人寫真集『 MIZUKI 』[7][8]。
- 5月21日，六期成員田中麗奈在自己的畢業場上宣布其擔任副隊長一職，為早安史上最年少任職成員[9]。
- 8月14日，ハロ！ステ的固定節目上，第二次演唱Solo曲「愛あらばIT'S ALL RIGHT」。
- 8月25日，於Youtube官方網站上釋出宣傳短片「1／娘。　モーニング娘。 譜久村聖 」[10]。
- 11月6日，ハロ！ステ的固定節目上，第三次演唱Solo曲「I WISH」。

2014年
- 6月25日，發行第二本個人寫真集『うたかた』[11][12]。
- 11月26日，第八代隊長道重沙由美在自己的畢業場上宣布其成為新任隊長。

2015年
- 12月5日，發行第三本個人寫真集『かがやき』。

2016年
- 12月25日，由矢島舞美宣布其成為新任早安家族的副隊長[13]。

2017年
- 7月15日，發行第四本個人寫真集『二十歲』。

2018年
- 10月30日，發行第五本個人寫真集『Makana』。

2019年
- 3月28日，擔任隊長的時間正式超越了原本由高橋愛所保持的隊史最長紀錄(1581天)而成為目前在任最久的隊長。
- 6月19日，接任早安家族總隊長。
- 10月30日，發行第六本個人寫真集『多謝！』。

2020年
- 5月19日，擔任隊長的時間達到2000天。

2022年
- 1月2日，發行第七本個人寫真集『glance』。
- 1月25日，不幸成為首位感染新冠肺炎的現籍成員。
- 11月10日，和同期的生田衣梨奈一起成為在籍最久的成員。

2023年
- 10月30日，發行第八本個人寫真集『last scene』。
- 11月29日，畢業。

## 人物
- 有一個哥哥和一個弟弟。
- 名字讀為「みずき」，意思是「希望孩子任何方面都很優秀並清純地成長。」，道重沙由美對於這名字的想法是「很美麗清爽的感覺」，她也的確人如其名，後輩們都覺得她很溫柔。
- 成團以來第一位左撇子，也是第一位且至今唯一姓氏有三個漢字的成員。
- 視力不好，常戴著隱形眼鏡。
- 在學校是手藝部的成員，擅長的科目是音樂及美術。[14]
- 特技是側翻、拱橋[15]與畫畫，於節目[16] 及DVD[17] 中亦曾經披露。另一項特技是南夢宮遊戲《太鼓之達人》，曾在テレビ番組「お願い!ランキング」中打敗過シャ乱Q的鼓手まこと[18]。
- 在2006年舉辦的ちゃお「きらりん☆ガールズコンテスト」得到第2名。
- 有著與年紀不符的成熟外表，是隊裡的性感擔當。
- 憧憬的前輩為已停止活動團體Berryz工房前成員以及Country Girls前成員兼領隊的嗣永桃子。
- 淳君對她的評語是「稍微多愁善感」，感性的她的確常常在演唱會上哽咽甚至落淚。
- 曾被高橋愛說過是團體裡的大小姐人設(お嬢様キャラ)，但本人卻直截了當地否定了。[19]
- 曾被道重沙由美指出其實也是個毒舌擔當。[20]
- 十幾歲的她時常被粉絲覺得很有昭和時代家庭主婦的氣質。
- 與同期的生田衣梨奈感情很好，兩人並稱＂ponpon＂(mizupon & eripon)
- 16歲半就擔任副隊長，剛滿18歲時就當上隊長，兩者皆是隊史最年輕紀錄，現在是成團以來在任最久的隊長(也是唯一在任超過五年的隊長)，最後總共在任長達九年(3289天)。
- 曾與生田衣梨奈並列為在籍最久的成員。
- 譜生領導體制長達九年，為隊史至今搭檔最久的正副隊長組合。

## 出演

### TV
- 守護甜心派對!（2009年10月 - 2010年3月）
- 数学♥女子学園（2012年1月 - 3月28日、日本テレビ） - 赤坂春 役。

### 番組
- 美女學（2011年1月6日～2011年4月14日、テレビ東京）
- ハロプロ!TIME（2011年4月21日～2012年5月31日、テレビ東京）
- ハロー!SATOYAMAライフ（2012年6月21日～2013年12月27日、テレビ東京）
- The Girls Live（2014年1月9日～、テレビ東京）

### Radio
- 「モーニング娘。のオールナイトニッポンモバイル」（不定期出演）
- 「モーニング娘。のモーニング女学院～放课後ミーティング～」（不定期出演）

### DVD
- Greeting ～谱久村圣～（2011年3月、e-LineUP!、e-Hello!シリーズ）
- アロハロ! モーニング娘。9・10期 DVD（2013年1月16日、アップフロントワークス(ゼティマ)）
- MIZUKI in Guam（2013年5月22日、zetima）
- Pancake（2014年8月6日、zetima）
- 夕映え（2016年1月20日、zetima）

### PV
- 守護甜心EGG!4th單曲「School Days」
- 守護甜心EGG!5th單曲「わたしのたまご」
- 守護甜心EGG!6th單曲「ありがとう～大きくカンシャ！～」
- 真野恵里菜6th單曲「春の嵐」（伴舞）
- 真野恵里菜7th單曲「お願いだから…」（伴舞）
- 真野恵里菜8th單曲「元気者で行こう!」（伴舞）

### 雜誌
- 「月刊 De☆View」（2011年5月號；2013年10月1日；2014年11月1日、12月27日）
- 「CD Journal」 （2012年7月20日；2013年8月20日、10月19日、12月20日；2015年12月9日）
- 「月刊エンタメ」（2012年7月30日、8月30日）
- 「别册少年チャンピオン」（2012年9月12日）
- 「CD&DLでーた」（2013年8月5日、11月14日）
- 「BOMB」（2013年9月9日）
- 「Sugar&Spice」（2013年9月23日）
- 「月刊ENTAME」（2013年11月30日、12月28日）
- 「RollingStone」（2014年1月10日）
- 「ヤングガンガン」（2014年2月21日、4月18日、10月1日、10月17日、12月5日；2015年3月20日；2017年3月3日）
- 「アイドル最前線2014」（2014年2月26日）
- 「UTB」（2015年2月23日；2017年2月9日）

### 舞台．音樂劇
- リボーン〜命のオーディション〜（2011年10月8日 - 17日、全労済ホール スペースゼロ） クレオパトラ 役
- ステーシーズ 少女再殺歌劇（2012年6月6日 - 12日、全労済ホール スペース・ゼロ) - 利江香/静美 役
- 「ごがくゆう」（2013年6月12日～6月17日、新宿紀伊國屋サザンシアター；6月22日～6月23日大阪シアターBRAVA!）
- 「ＬＩＬＩＵＭ－リリウム　少女純潔歌劇－」（2014年6月5日～15日、東京池袋サンシャイン劇場；6月20～21日、大阪森ノ宮ピロティーホール）
- 「TRIANGLE-トライアングル-」（2015年6月18日～28日、池袋サンシャイン劇場） - イオタ役
- 演劇女子部『続・11人いる! 東の地平・西の永遠』（2016年6月11日・12日、京都劇場　　6月16日 - 26日、サンシャイン劇場）　東：バセスカ　西：オナ　役
- 演劇女子部「ファラオの墓」（2017年6月2日～6月11日、サンシャイン劇場）－　太陽の神殿編 & 砂漠の月編：アンケスエン　役
- 演劇女子部「ファラオの墓〜蛇王・スネフェル〜」（2018年6月1日-6月10日、サンシャイン劇場、2018年6月15日-6月17日、大阪メルパルクホール）－トキ 役

### 電影
- シェアハウス（2011年11月12日、監督－喜多一郎）

### 其他
- ポケモームービー 今日は何の日?エッグの日!（2008年、不定期出演、携帯サイト）
- 2009年秋季エッグ研修発表会〜女優宣言〜（2009年10月9日・11日、シアターグリーン） - 能登有沙、古川小夏、小川紗季、前田彩里と共に出演。
- 2010年秋季エッグ研修発表会〜女優宣言〜（2010年10月2日・3日、時事通信ホール）

## 書籍
- モーニング娘。 15th Anniversary Photobook ZERO（2013年9月30日）

## 寫真集
團體
- 2012年9月10日 - モーニング娘。9・10期 1st official Photo Book （ワニブックス）
- 2012年12月16日 - 「アロハロ！モーニング娘。9期写真集」（キッズネット(角川グループパブリッシング)）

個人
- 2013年5月15日 - 『MIZUKI』（ワニブックス、攝影：中山雅文）
- 2014年6月25日 - 『うたかた』（ワニブックス、攝影：西條彰仁）
- 2015年12月5日 - 『かがやき』（ワニブックス、攝影：吉田裕之）
- 2017年7月15日 - 『二十歲』（ワニブックス、攝影：西田幸樹）
- 2018年10月30日 - 『Makana』（ワニブックス、攝影：田畑竜三郎）
- 2019年10月30日 - 『多謝！』（ワニブックス、攝影：中山雅文）
- 2022年1月2日 - 『glance』（ワニブックス、攝影：西條彰仁）

## 所屬團體組合
- Hello! Project Egg（2008年6月～2011年1月7日）
- しゅごキャラエッグ！（2009年10月～2010年3月27日）
- 早安少女組｡（2011年1月2日～）

## 外部連結
- モーニング娘。Hello!Project（页面存档备份，存于）
- モーニング娘。Official YouTube Channel（页面存档备份，存于）
- モーニング娘。Ｑ期オフィシャルブログ （页面存档备份，存于）
- 譜久村聖Instagram （页面存档备份，存于）